# Фюрстенвальде (Шпрее)
Фюрстенвальде (Шпре)  (нім. Fürstenwalde/Spree) — місто у Німеччині, у землі Бранденбург.
Входить до складу району Одер-Шпре. Населення становить 31 992 ос. (станом на 31 грудня 2020). Площа — 70,55 км². Офіційний код — 12 0 67 144.
Місто поділяється на 3 міських райони.

## Демографія
- Динаміка населення з 1875 року в сучасних кордонах (Синя лінія: населення; Пунктир: відносна порівняльна динаміка населення землі Бранденбург; Сірий фон: період Третього рейху; Помаранчевий фон: період НДР)
- Динаміка населення (синя лінія) і прогнози

| Рік  | Населення |
| ---- | --------- |
| 1875 | 11 929    |
| 1890 | 15 783    |
| 1910 | 26 286    |
| 1925 | 28 369    |
| 1939 | 35 842    |
| 1950 | 30 815    |
| 1964 | 30 849    |

| Рік  | Населення |
| ---- | --------- |
| 1971 | 31 296    |
| 1981 | 35 566    |
| 1985 | 35 443    |
| 1990 | 35 214    |
| 1995 | 33 628    |
| 2000 | 34 044    |
| 2005 | 33 336    |

| Рік  | Населення |
| ---- | --------- |
| 2010 | 32 468    |
| 2015 | 31 741    |
| 2016 | 32 025    |
| 2017 | 32 098    |
| 2018 | 31 941    |
| 2019 | 31 965    |
| 2020 | 31 992    |

Джерела даних вказані на Wikimedia Commons.

## Історія
Перше документальне свідчення про Фюрстенвальде/Шпре (Фюрстенвальде на Шпре) припадає на 1272 рік. Вважається, що місто було засноване між 1225 і 1250, тобто у ті ж часи, що й Берлін, що виник на р. Шпрее при впадінні її у річку Гафель. Розташування біля броду через річку сприяло розвитку поселення. Друга частина назви міста («am Spree») вказує на те, що в старі часи Шпре біла судноплавною річкою від Фюрстенвальде. З будівництвом каналу Фрідріха-Вільгельма у 1662—1669, який зв'язав Шпре з Одером, зменшилося значення Фюрстенвальде як перевального пункту, але його роль як річкового порту зросла.
Завдяки будівництву у 1837 млинів на Шпре, місто пережило економічний підйом, підтриманий також будівництвом 1842 року залізниці, що зв'язала Берлін з Франкфуртом-на-Одері. 1872 у Фюрстенвальде/Шпре була переведена більша частина виробництва берлінської фірми Пінч.
Історично Фюрстенвальде був зручний для розквартирування військових частин. У місті стояли війська Наполеона I, кайзерівські улани та радянські частини після Другої світової війни (до 1994).

## Міста-побратими
- Санок, Польща

## Галерея

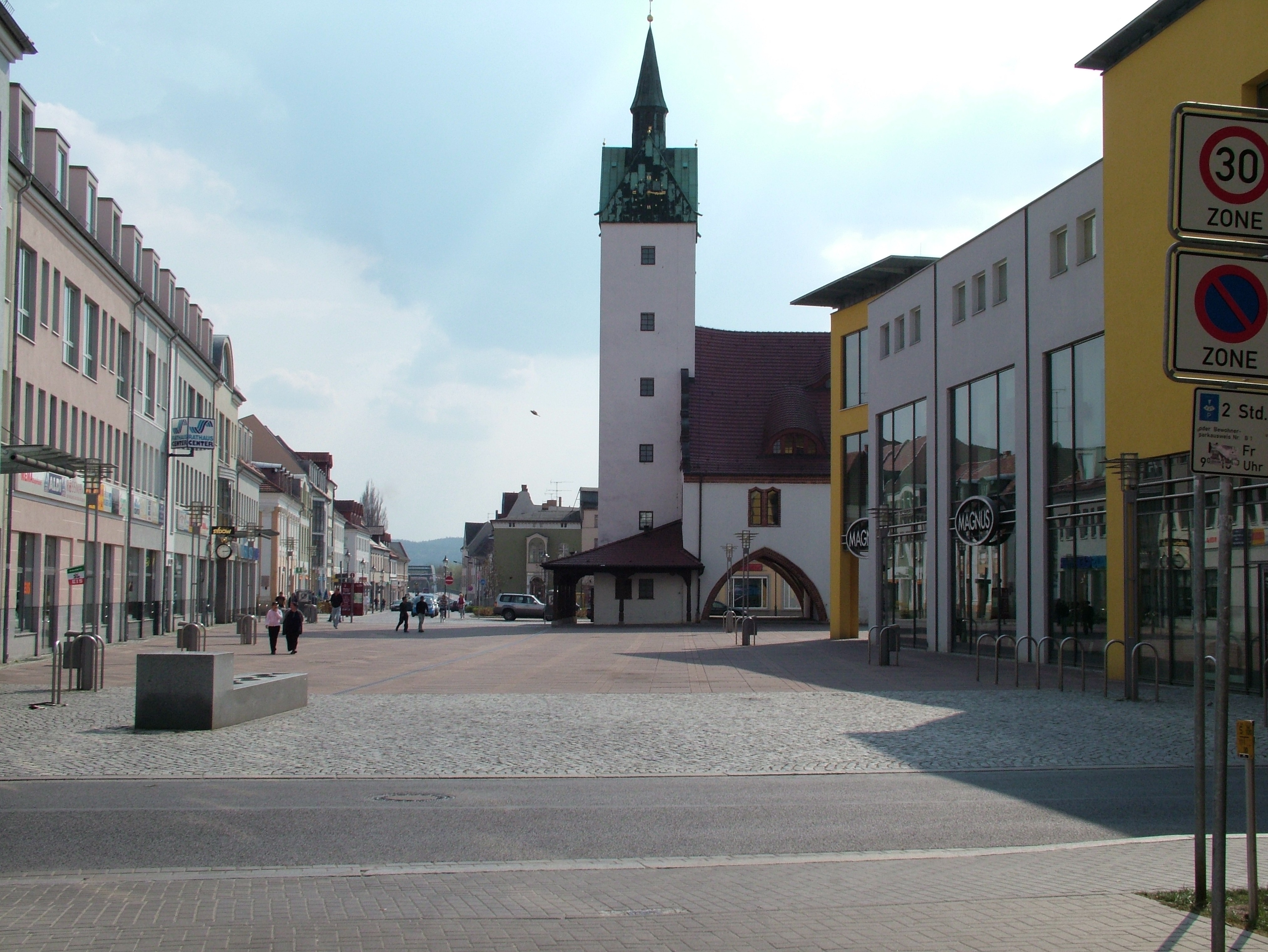
Пішохідна зона та ратуша
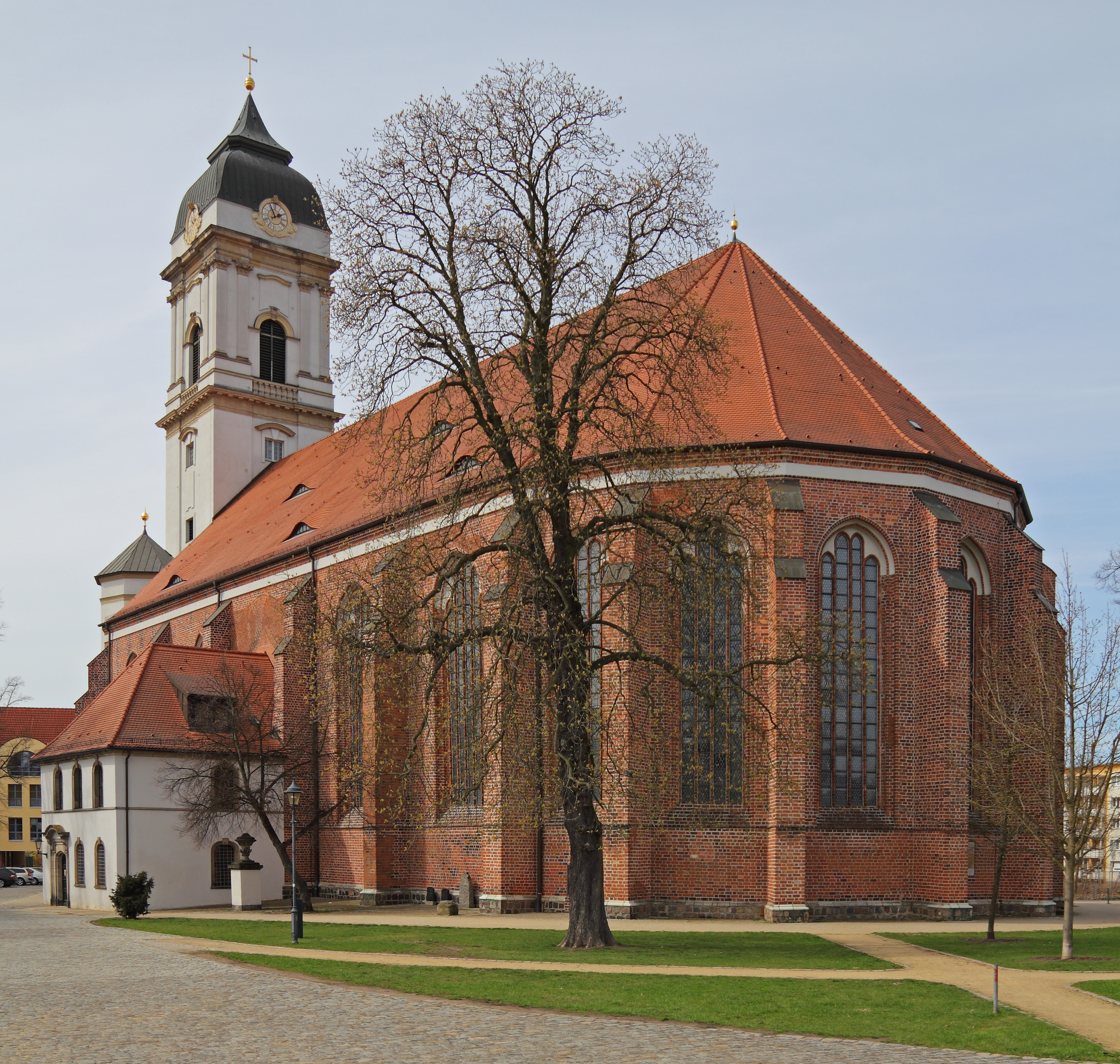
Собор
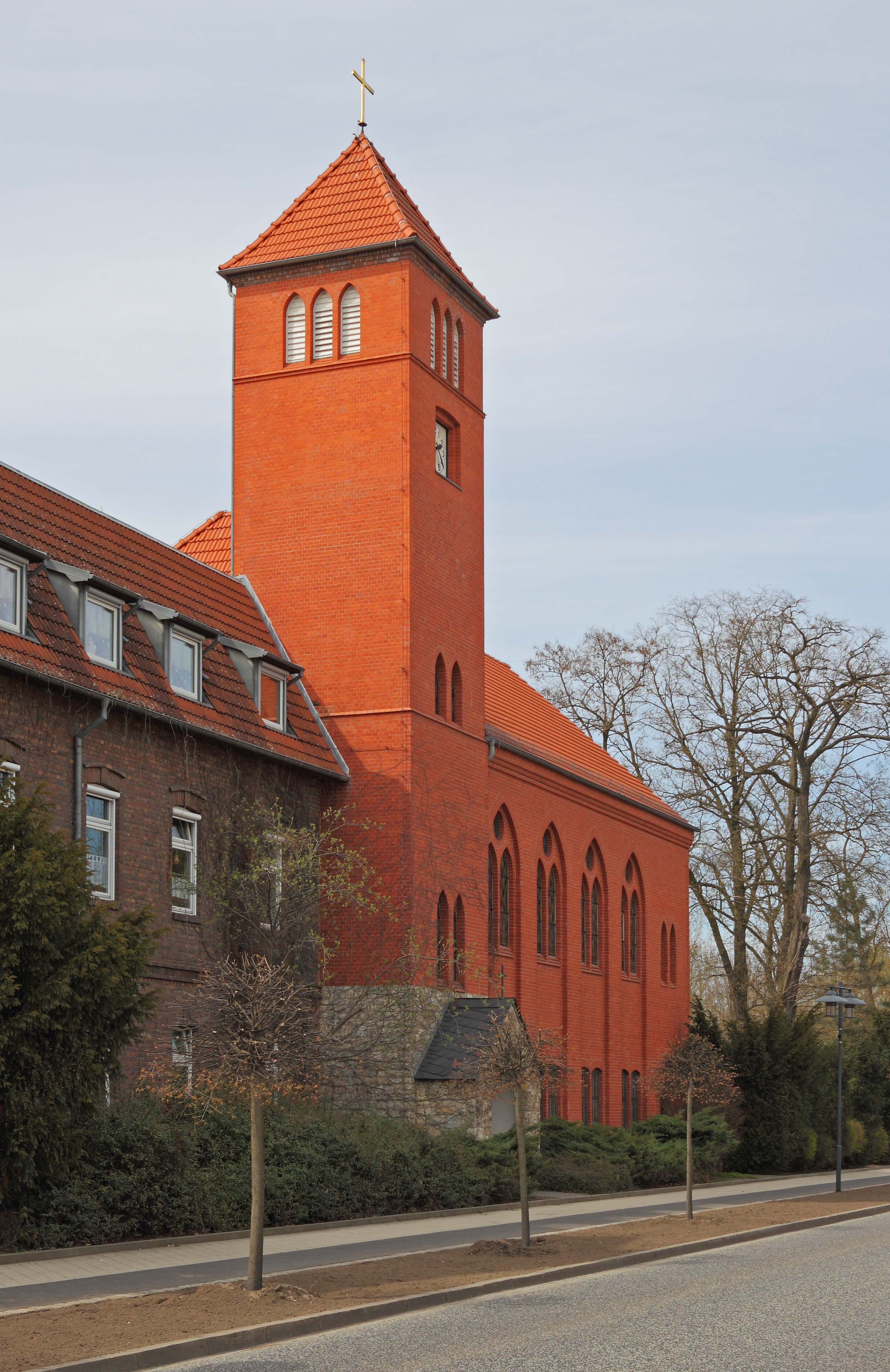
Самаритянська церква